# Golden Globe de la meilleure actrice
Le Golden Globe de la meilleure actrice (Actress in a Leading Role) est une récompense cinématographique décernée annuellement de 1944 à 1950 par la Hollywood Foreign Press Association.
Elle a été scindée en deux catégories à partir de 1951 : Golden Globe de la meilleure actrice dans un film dramatique et Golden Globe de la meilleure actrice dans un film musical ou une comédie.

## Palmarès
Note : les lauréates sont indiquées en gras. Les symboles « ♕ » et « ♙ » indiquent respectivement une victoire ou une nomination à l'Oscar de la meilleure actrice la même année.
- 1944 : Jennifer Jones pour le rôle de Bernadette Soubirous dans Le Chant de Bernadette (The Song of Bernadette) ♕
- 1945 : Ingrid Bergman pour le rôle de Paula Alquist dans Hantise (Gaslight) ♕
- 1946 : Ingrid Bergman pour le rôle de Sister Mary Benedict dans Les Cloches de Sainte-Marie (The Bells of St. Mary's) ♙
- 1947 : Rosalind Russell pour le rôle de Elizabeth Kenny dans Sister Kenny ♙
- 1948 : Rosalind Russell pour le rôle de Lavinia Mannon dans Le deuil sied à Électre (Mourning Becomes Electra) ♙
- 1949 : Jane Wyman pour le rôle de Belinda McDonald dans Johnny Belinda ♕
- 1950 : Olivia de Havilland pour le rôle de Catherine Sloper dans L'Héritière (The Heiress) ♕
  - Deborah Kerr pour le rôle de Evelyn Boult dans Édouard, mon fils (Edward, My Son) ♙